# 阿吉拉河

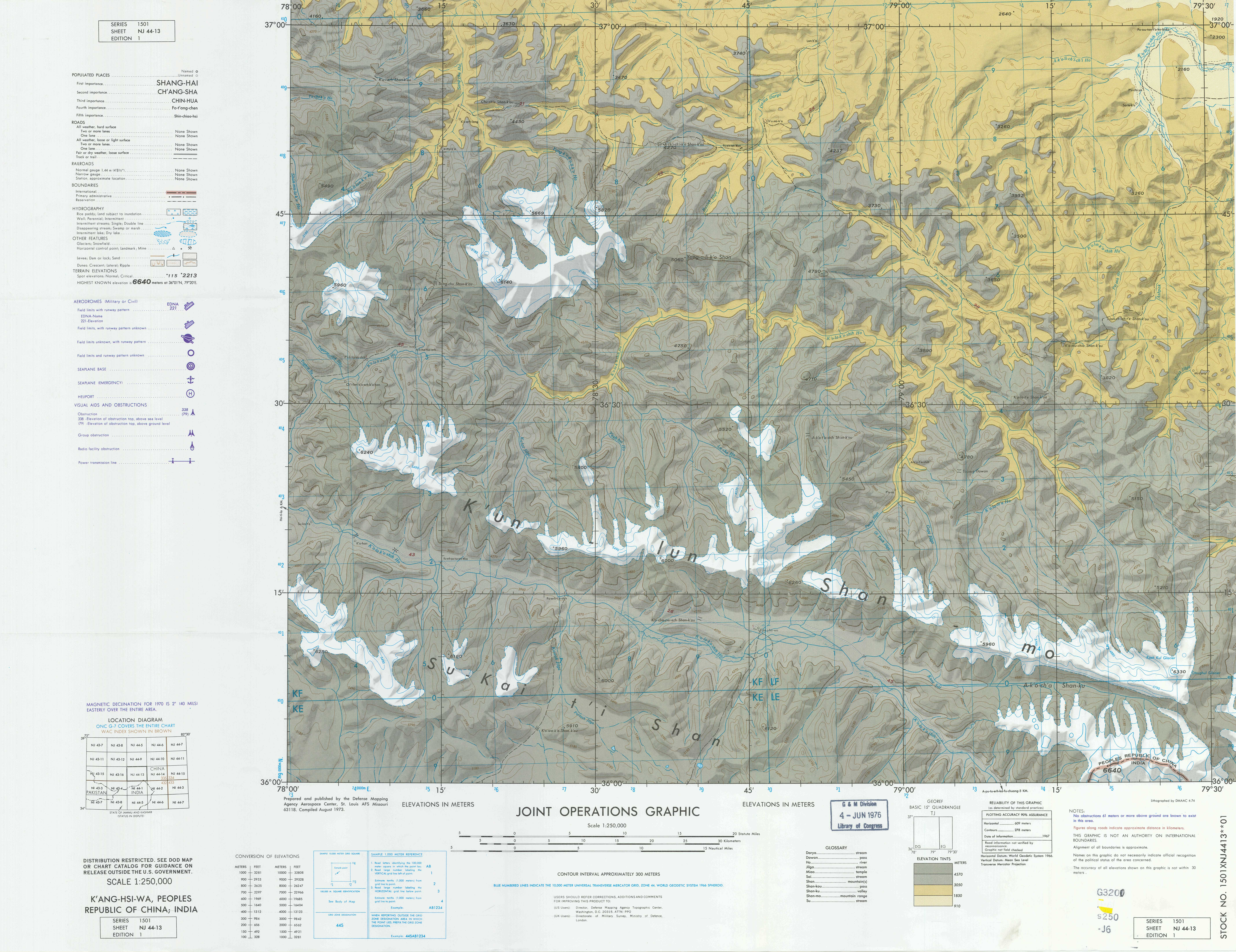
喀拉喀什河上游地区的地圖（DMA, 1973年），阿吉拉河（Lu－sha Ho）位于图中部。

阿吉拉河(Lu-Sha Ho, 36°23′24″N 78°45′40″E / 36.39000°N 78.76111°E)，一作阿机拉河，位于中华人民共和国新疆维吾尔自治区皮山县南部昆仑山地区的一条河流，是喀拉喀什河右岸支流，发源于昆仑山脉北坡，自东南向西北流，最后注入喀拉喀什河。河长36千米，流域面积426平方千米，年均径流量约0.714亿立方米。流域内崇山峻岭，交通不便，人迹罕至。